# Otto Kindermann
Otto Ferdinand Kindermann (* 31. Januar 1843 in Nowawes; † 19. November 1917 in Dahlem) war ein im Park Babelsberg tätiger Hofgärtner zur Zeit Wilhelms I.

## Leben und Wirken
Otto Kindermann war der Sohn des Hofgärtners im Park Babelsberg Ferdinand Kindermann und der Potsdamer Kaufmannstochter Juliane Luise Adolfine, geborene Zill. Kindermann erlernte den Beruf des Gärtners von 1859 bis 1860 bei Friedrich Adolph Haage in dessen Erfurter Handels- und Samengärtnerei und von 1860 bis 1863 in der Königlichen Gärtnerlehranstalt am Wildpark bei Potsdam, die der Gartenarchitekt Peter Joseph Lenné als Direktor leitete. Im Anschluss trat Kindermann seine Gesellenwanderung an, die ihn 1863/64 nach Frankreich und Belgien führte. Dem folgte ein Aufenthalt auf dem Landsitz des Gartenkünstlers Hermann von Pückler-Muskau in Branitz. 
Nach dem Tod des Vaters kehrte er 1865 nach Babelsberg zurück, übernahm stellvertretend dessen Aufgaben und bekam 1868 die Berufung zum Hofgärtner. Wie schon für seinen Vater, wurde auch für ihn die Gestaltung der Parkanlage im Stil eines englischen Landschaftsgartens zum Lebenswerk, die beide im Sinne Pückler-Muskaus ausführten, der 1868 vermutlich zum letzten Mal vor Ort war. 1865 erwarb Wilhelm I. im Südwesten des Babelsbergs überwiegend flaches Gelände hinzu, auf dem Kindermann einen See und weite Parkräume anlegte. Nach dem Deutsch-Französischen Krieg 1870/71, an dem er teilnahm und als Rittmeister aus dem Militärdienst entlassen wurde, kaufte der Kaiser 1875 im Südosten weiteres Land, das Kindermann ebenfalls landschaftsgärtnerisch gestaltete. Zudem ließ er die Gärtnerei 1879 und 1881 mit Lorbeerhäusern zur Überwinterung der Kübelpflanzen erweitern. 1879 unternahm Otto Kindermann eine Studienreise nach Italien und wurde 1883 Guts- und Gemeindevorsteher von Klein Glienicke.
Nach dem Tod Wilhelms I. 1888 und zunehmend nach dem Ableben der Kaiserin Augusta 1890 verloren deren Nachkommen das Interesse an Schloss und Park Babelsberg. Als die Zahl der Gärtner erheblich verringert und der größte Teil der Orangeriepflanzen ins Neue Palais nach Sanssouci gebracht wurde, bat Otto Kindermann 1898 um seine Pensionierung. Die frei gewordene Hofgärtnerstelle übernahm Kurt Nietner, der das Amt bis 1924 innehatte.